# 那志东
那志东（1974年4月12日—），中国影視演員，毕业于北京电影学院。

## 影视

### 电影作品
- 2012年《壺道》 饰 平野
- 2007年《离别也是爱情》 饰 八哥
- 2007年《非常道》饰 胡子
- 2006年《憨警的故事》饰 间谍
- 2005年《白云飘过》 饰 林峰
- 2005年《没钱也能打官司》饰 大海

### 电视剧作品
- 2014年《草帽警察》饰 辛玉成
- 2013年預定《战犯》饰 大岛龟三
- 2013年《海上孟府》饰 王亚樵
- 2011年《雪狼突击》饰 郑昊
- 2011年《绝杀》饰 影佐祯昭 [2][3][4]
- 2011年《东方》饰 庄大运
- 2011年《水浒传》饰 杨雄 [5]
- 2010年《X特工》饰 佐藤一郎/佐藤一夫[6][7]
- 2010年《极道英雄》饰 贾中全[8][9]
- 2010年《雾都猎狐》饰 郑海
- 2009年《台灣1895》饰 邓世昌 [10] [11]
- 2008年《美丽的南方》饰 游击队长黄振德
- 2008年《愤怒的天使》饰 杨国兴
- 2007年《闪闪的红星》饰 团长胡万福
- 2007年《草原春来早》饰 军长徐廷瑶
- 2007年《左伟和杜叶的婚姻生活》饰 霍三爷
- 2006年《春露》饰 肖劲光
- 2005年《青山恋》饰 杨黑子
- 2005年《亮剑》饰 梁国平
- 2005年《汉武大帝》饰 张胜

### 电视单元系列剧作品
- 2006年《案发现场2》饰 张全保
- 2006年《光荣》饰 刘英俊
- 2005年《病案追踪》饰 刑警队长李春阳
- 2004年《虎胆雷霆》饰 侦察大队杨青
- 2004年《巴士警探》饰 大刀王
- 2003年《牛哥的故事》 饰 龙哥

## 广告作品
- 青岛啤酒
- 康师傅食品